# George Prodgers
Samuel George "Goldie" Prodgers, efternamnet ofta felstavat som Prodger, född 18 februari 1891 i London, Ontario, död 25 oktober 1935 i London, var en kanadensisk professionell ishockeyspelare.

## Karriär
Goldie Prodgers inledde sin professionella ishockeykarriär 1911 med Waterloo Colts i Ontario Professional Hockey League. Säsongen därefter anslöt han till Quebec Bulldogs i NHA och redan första säsongen med klubben var han med om att vinna Stanley Cup sedan Bulldogs besegrat utamanarlaget från Moncton med siffrorna 9-3 och 8-0. Efter ett mellanår med Victoria Aristocrats i PCHA säsongen 1912–13 var Prodgers tillbaka med Quebec Bulldogs i NHA säsongen 1913–14.
Säsongen 1914–15 spelade Prodgers för Montreal Wanderers i NHA och säsongen därefter, 1915–16, gick han över till lokalkonkurrenten Montreal Canadiens. Prodgers spelade en förhållandevis undanskymd roll i Canadiens bakom större stjärnor som Newsy Lalonde, Didier Pitre och Jack Laviolette men skulle visa sig mycket betydelsefull för laget under slutspurten av säsongen. Montreal Canadiens nådde Stanley Cup-final där klubben ställdes mot Portland Rosebuds från PCHA. Finalserien i bäst av fem matcher var mycket jämn och gick distansen ut. Vid ställningen 1-1 i den tredje perioden efter mål av Canadiens Skene Ronan och Rosebuds Tommy Dunderdale avgjorde Goldie Prodgers matchen till Canadiens fördel med sitt 2-1 mål efter en soloprestation.
Säsongen 1916–17 spelade Prodgers för Torontos 228:e bataljon i NHA och hann göra 16 mål och 19 poäng på 12 spelade matcher innan bataljonen skickades ut för militärtjänstgöring i Första världskriget. Prodgers återkom dock till ishockeyn säsongen 1919–20 då han spelade för Toronto St. Patricks i NHL. De fem efterföljande säsongerna spelade Prodgers för Hamilton Tigers i NHL för vilka han gjorde 78 poäng på 95 matcher. Efter säsongen 1924–25 valde han att avsluta den professionella spelarkarriären.
"Goldie" Prodgers var rödhårig och gick även under smeknamnen Carrot-Top, "Rödtopp", och The Cinnamon Bear-Cat, "Kanelbjörnkatten". Efter spelarkarriären öppnade han en tobakshandel och biljardhall i Quebec. Prodgers avled den 25 oktober 1935 av en hjärtinfarkt.

## Statistik
| 1908–09            | London Athletics        | OHA Jr.            | –   | –  | –  | –  | –  | – | – | – | – | –  |
| 1909–10            | London Wingers          | OHA Int.           | –   | –  | –  | –  | –  | – | – | – | – | –  |
| 1911               | Waterloo Colts          | OPHL               | 16  | 9  | 0  | 9  | 1  | 0 | 0 | 0 | – |    |
| 1911–12            | Quebec Bulldogs         | NHA                | 18  | 3  | 0  | 3  | 15 | – | – | – | – | –  |
|                    |                         | Stanley Cup        | –   | –  | –  | –  | –  | 2 | 0 | 0 | 0 | 0  |
| 1912–13            | Victoria Aristocrats    | PCHA               | 15  | 6  | 0  | 6  | 21 | 3 | 1 | 0 | 1 | 0  |
| 1913–14            | Quebec Bulldogs         | NHA                | 20  | 2  | 3  | 5  | 11 | – | – | – | – | –  |
| 1914–15            | Montreal Wanderers      | NHA                | 18  | 8  | 5  | 13 | 54 | 2 | 0 | 0 | 0 | 15 |
| 1915–16            | Montreal Canadiens      | NHA                | 24  | 8  | 3  | 11 | 86 | – | – | – | – | –  |
|                    |                         | Stanley Cup        | –   | –  | –  | –  | –  | 4 | 3 | 0 | 3 | 13 |
| 1916–17            | Torontos 228:e bataljon | NHA                | 12  | 16 | 3  | 19 | 30 | – | – | – | – | –  |
| 1919–20            | Toronto St. Patricks    | NHL                | 16  | 8  | 6  | 14 | 4  | – | – | – | – | –  |
| 1920–21            | Hamilton Tigers         | NHL                | 24  | 18 | 9  | 27 | 8  | – | – | – | – | –  |
| 1921–22            | Hamilton Tigers         | NHL                | 24  | 15 | 6  | 21 | 4  | – | – | – | – | –  |
| 1922–23            | Hamilton Tigers         | NHL                | 23  | 13 | 4  | 17 | 17 | – | – | – | – | –  |
| 1923–24            | Hamilton Tigers         | NHL                | 23  | 9  | 4  | 13 | 6  | – | – | – | – | –  |
| 1924–25            | Hamilton Tigers         | NHL                | 1   | 0  | 0  | 0  | 0  | – | – | – | – | –  |
| 1926–27            | London Panthers         | Can-Pro            | 16  | 1  | 0  | 1  | 10 | – | – | – | – | –  |
| NHL totalt         | NHL totalt              | NHL totalt         | 111 | 63 | 29 | 92 | 39 | – | – | – | – | –  |
| Stanley Cup totalt | Stanley Cup totalt      | Stanley Cup totalt | –   | –  | –  | –  | –  | 6 | 3 | 0 | 3 | 13 |

## Meriter
- Stanley Cup – 1912 med Quebec Bulldogs och 1916 med Montreal Canadiens.